# Литвиновское сельское поселение (Кемеровская область)
Литвиновское се́льское поселе́ние — упразднённое муниципальное образование в Яшкинском районе Кемеровской области Российской Федерации.
Административный центр — посёлок железнодорожной станции Литвиново.

## История
Статус и границы сельского поселения установлены Законом Кемеровской области от 17 декабря 2004 года № 104-ОЗ «О статусе и границах муниципальных образований»
Большинство населённых пунктов, входящих в состав сельского поселения, основано казаками в конце XVII века (д. Балахнино — 1676, с. Красносёлка — 1684, д. Литвиново — 1687). Существует мнение о происхождении названия от фамилии конного казака Матвея Литвинова, основавшего поселение в 1687 году.

## Население
| 2010  | 2011  | 2012  | 2013  | 2014  | 2015  | 2016  |
| ----- | ----- | ----- | ----- | ----- | ----- | ----- |
| 2666  | ↘2663 | ↘2637 | ↘2578 | ↘2498 | ↘2441 | ↘2412 |
| 2017  | 2018  | 2019  |       |       |       |       |
| ↘2359 | ↘2310 | ↘2280 |       |       |       |       |

## Состав сельского поселения
| № | Населённый пункт | Тип населённого пункта                                  | Население |
| - | ---------------- | ------------------------------------------------------- | --------- |
| 1 | Балахнино        | деревня                                                 | 93        |
| 2 | Каленово         | деревня                                                 | 44        |
| 3 | Корчуганово      | деревня                                                 | 133       |
| 4 | Красносёлка      | село                                                    | 796       |
| 5 | Литвиново        | деревня                                                 | 210       |
| 6 | Литвиново        | посёлок железнодорожной станции, административный центр | 1356      |
| 7 | Тальменка        | посёлок железнодорожной станции                         | 34        |